# Públio Semprônio Sofo (cônsul em 268 a.C.)
Públio Semprônio Sofo (em latim: Publius Sempronius Sophus) foi um político da gente Semprônia da República Romana eleito cônsul em 268 a.C. com Ápio Cláudio Russo. Era filho de Públio Semprônio Sofo, cônsul em 304 a.C..

## Consulado (268 a.C.)
Foi eleito cônsul em 268 a.C. com Ápio Cláudio Russo. Os dois cônsules terminaram a campanha contra os picenos, iniciada no ano anterior, na Batalha de Ascoli, colocando definitivamente a região sob controle romano.
Durante seu mandato, foram estabelecidas as colônias de Benevento e Arímino.

## Anos finais
Foi eleito censor em 252 a.C.